# Oporto Challenger 1998
L'Oporto Challenger 1998 è stato un torneo di tennis facente parte della categoria ATP Challenger Series nell'ambito dell'ATP Challenger Series 1998. Il torneo si è giocato a Porto in Portogallo dal 28 settembre al 4 ottobre 1998 su campi in terra rossa.

## Vincitori

### Singolare
Younes El Aynaoui ha battuto in finale  Stefan Koubek con il punteggio di 4–6, 6–2, 6–4

### Doppio
Juan Ignacio Carrasco /  Jairo Velasco, Jr. hanno battuto in finale  Cristian Brandi /  Stephen Noteboom con il punteggio di 7–5, 6–4